# 北の花勝利
北の花 勝利（きたのはな かつとし、1944年5月22日 - 没年不明）は、北海道虻田郡留寿都村出身で出羽海部屋に所属した大相撲力士。本名は国岡 治美（くにおか はるみ）。最高位は東前頭6枚目（1968年9月場所）。現役時代の体格は175cm、97kg。得意手は左四つ、寄り。

## 来歴・人物
留寿都中学校では陸上部に所属し、砲丸投げの選手として活躍したが、陸上競技以上に相撲が好きであった。そのため中学校を卒業すると、すぐに上京し、16歳で出羽海部屋に入門（1960年5月）。1960年7月、「北の花」の四股名で序ノ口に付いた。
体は小さかったが出世は早く、序ノ口から僅か1年2ヵ月で幕下に進出。だがここで暫く低迷し、1965年9月場所にて漸く十両昇進を果たす。
その後は3年近く十両に在り、上位で幾度も入幕確定の勝ち星を挙げながらも、番付上の不運により3度入幕を見送られた（最も不運だったのは1967年5月場所で、前場所西筆頭で10勝5敗と二桁勝利を挙げたが、場所後の「番付削減」のため半枚しか番付が上がらなかった（西筆頭→東筆頭））。しかし4度目の好機はモノにし、1968年5月場所で新入幕を果たした。
左を差して寄るという取り口を得意としたが、軽量のため幕内では苦戦し、結局幕内経験は僅か4場所に終わっている。
その後十両尻近くまで番付を落とし、途中休場した1969年7月場所を最後に、25歳という若さで廃業した。廃業後は後援者と名古屋で商売を行う予定だったが、実現したかは不明であり、その後の消息もわかっていない。

## 主な成績・記録
- 通算成績：297勝271敗4休 勝率.523
- 幕内成績：28勝32敗 勝率.467
- 現役在位：55場所
- 幕内在位：4場所
- 連続出場：568番（序ノ口以来、1960年7月場所-1969年7月場所（11日目））

| | 一月場所 初場所（東京） | 三月場所 春場所（大阪） | 五月場所 夏場所（東京） | 七月場所 名古屋場所（愛知） | 九月場所 秋場所（東京） | 十一月場所 九州場所（福岡） |
| --- | ----------------------- | ----------------------- | ----------------------- | --------------------------- | ----------------------- | --------------------------- |
| 1960年 （昭和35年） | x                       | x                       | （前相撲）              | 東序ノ口18枚目 5–2          | 東序二段91枚目 4–3      | 西序二段44枚目 5–2          |
| 1961年 （昭和36年） | 西序二段8枚目 3–4       | 東序二段29枚目 6–1      | 西三段目83枚目 6–1      | 西三段目29枚目 6–1          | 西幕下92枚目 5–2        | 東幕下65枚目 5–2            |
| 1962年 （昭和37年） | 西幕下41枚目 1–6        | 東幕下52枚目 3–4        | 東幕下53枚目 3–4        | 東幕下54枚目 5–2            | 東幕下41枚目 5–2        | 西幕下27枚目 4–3            |
| 1963年 （昭和38年） | 西幕下23枚目 4–3        | 西幕下20枚目 2–5        | 西幕下32枚目 5–2        | 東幕下19枚目 5–2            | 西幕下13枚目 3–4        | 東幕下17枚目 4–3            |
| 1964年 （昭和39年） | 西幕下13枚目 5–2        | 西幕下4枚目 3–4         | 東幕下8枚目 2–5         | 西幕下16枚目 3–4            | 東幕下20枚目 3–4        | 東幕下23枚目 4–3            |
| 1965年 （昭和40年） | 東幕下20枚目 5–2        | 西幕下10枚目 4–3        | 西幕下7枚目 5–2         | 西幕下2枚目 4–3             | 西十両18枚目 8–7        | 東十両16枚目 9–6            |
| 1966年 （昭和41年） | 西十両9枚目 5–10        | 西十両15枚目 8–7        | 東十両13枚目 9–6        | 東十両8枚目 8–7             | 西十両3枚目 8–7         | 東十両2枚目 9–6             |
| 1967年 （昭和42年） | 西十両筆頭 8–7          | 西十両筆頭 10–5         | 東十両筆頭 5–10         | 西十両5枚目 5–10            | 西十両11枚目 11–4       | 西十両4枚目 8–7             |
| 1968年 （昭和43年） | 西十両2枚目 8–7         | 西十両筆頭 8–7          | 西前頭11枚目 8–7        | 西前頭7枚目 8–7             | 東前頭6枚目 7–8         | 東前頭9枚目 5–10            |
| 1969年 （昭和44年） | 東十両筆頭 7–8          | 東十両2枚目 5–10        | 東十両9枚目 6–9         | 西十両12枚目 引退 2–9–4     | x                       | x                           |
| 各欄の数字は、「勝ち-負け-休場」を示す。 優勝 引退 休場 十両 幕下 三賞：敢=敢闘賞、殊=殊勲賞、技=技能賞 その他：★=金星 番付階級：幕内 - 十両 - 幕下 - 三段目 - 序二段 - 序ノ口 幕内序列：横綱 - 大関 - 関脇 - 小結 - 前頭（「#数字」は各位内の序列） |                         |                         |                         |                             |                         |                             |

### 幕内対戦成績
| 青ノ里 | 3 | 0 | 浅瀬川 | 0 | 2 | 大位山 | 1 | 0 | 高鉄山 | 0 | 3 |  |  |  |
| 大雄   | 2 | 1 | 大竜川 | 0 | 1 | 高見山 | 1 | 1 | 時葉山 | 2 | 1 |  |  |  |
| 戸田   | 3 | 1 | 栃東   | 0 | 1 | 栃王山 | 1 | 2 | 栃富士 | 0 | 1 |  |  |  |
| 長谷川 | 0 | 1 | 花田   | 0 | 1 | 花光   | 0 | 2 | 富士錦 | 2 | 2 |  |  |  |
| 藤ノ川 | 1 | 1 | 二子岳 | 0 | 2 | 禊鳳   | 1 | 0 | 明武谷 | 1 | 0 |  |  |  |
| 陸奥嵐 | 1 | 1 | 龍虎   | 1 | 2 | 若天龍 | 1 | 2 | 若浪   | 1 | 0 |  |  |  |
| 若鳴門 | 1 | 0 | 若ノ國 | 1 | 1 | 若二瀬 | 0 | 1 | 若見山 | 1 | 0 |  |  |  |

## 改名歴
- 国岡 治美（くにおか はるよし）1960年5月場所（※前相撲）
- 北の花 勝利（きたのはな かつとし）1960年7月場所 - 1969年7月場所